# Torre de Cillobre
A Torre de Cillobre, também denominada como Torres de Cillobre, localiza-se na paróquia de Santa María de Torás, próximo à capital no município de A Laracha, província da Corunha, comunidade autónoma da Galiza, na Espanha.
Constitui-se nos vestígios remanescentes de um castelo medieval.

## História
Acredita-se que os seus primitivos proprietários foram a família dos Andeiro, uma vez que a sua pedra de armas exibe uma torre de pedra em campo de gules. Esta família é originária das terras de Bergantinhos e espalhou-se por toda a Galiza, tendo um de seus ramos passado ao Reino de Portugal à época de Pedro I de Portugal. João Fernandes Andeiro, a serviço deste soberano, recebeu em recompensa o senhorio de várias vilas e o condado de Ourém.
De Dona Constanza, esposa de Fernán Pérez Parragués, o castelo foi herado por seu filho, Gómez Pardo das Mariñas.
Em 1988 o imóvel foi alienado para a construção de uma ponte, o que causou o desaparecimento da maior parte do que se conservava da sua estrutura, nomeadamente o portão de armas, as torres e a muralha envolvente.
Entre o pouco que se conserva, destaca-se a Capela de Santo Antão cuja fachada, em estilo românico, certamente integrante do conjunto defensivo original, encontra-se restaurada.

## Características
Aquela que a princípio deve ter se constituído em uma estrutura de caráter eminentemente defensivo, com o passar dos séculos transformou-se em um paço senhorial, conservando alguns dos antigos elementos defensivos, como vários corpos de torres, de planta retangular, muito rebaixados em sua altura original.